# Ceccè Lanfranchi
Pour les articles homonymes, voir Lanfranchi.
François-Marie (Ceccè) Lanfranchi est un chanteur, parolier et poète corse né le 14 juillet 1965 à Levie dans l’Alta Rocca.

## Biographie
François-Marie, dit Ceccè Lanfranchi,, est né à Lévie dans l'Alta Rocca. Il est chanteur, parolier, poète et professeur de corse. Sa carrière musicale commence avec le chant en cofondant à Lévie le groupe Altagna en 1980, il s'inscrit dans la droite ligne du Riacquistu culturel initié par les événements des années 1970 qui marquent une rupture dans la société insulaire. Ce Riacquistu sur lequel il a écritpropose une réappropriation de la langue et la culture corses qui passe par le chant populaire. Dans ce contexte politique marqué par l’émergence des mouvements nationalistes, la musique et le chant corse deviennent des arguments de revendications nationalistes. La nouvelle génération de chanteurs, dont Ceccè Lanfranchi, reprend en compte la tradition orale corse.
Passionné par la langue et la culture corses, il se consacre simultanément au chant, à l’écriture et à l’enseignement de la langue corse.
À la suite de l’aventure Altagna, Ceccè Lanfranchi rejoint en 1989 Canta u Populu Corsu en qualité de parolier. En 1995, il écrit des paroles sur l’emblématique album Sintineddi. Sintineddi fait partie du top-ten des chansons corses les plus vues et écoutées sur le net, en quatrième place, avec presque 500 000 vues. Tout en continuant d’écrire des paroles, il devient un des chanteurs du groupe jusqu’en 2006, avec lequel il enregistre un live au Bataclan et se produit sur les plus grandes scènes de Corse, de France et de l’étranger. Canta u Populu Corsu fait redécouvrir le chant et la polyphonie corses et est en grande partie à l'origine du renouveau du chant corse et de son actuel succès. Directement ou non, la plupart des chanteurs et des groupes insulaires qui se produisent aujourd'hui en sont issus. Les jeunes chanteurs ont presque tous été formés à la Scola di cantu de Natale Luciani, membre fondateur de Canta u Populu Corsu, disparu en 2003et figure incontournable du renouveau culturel corse. En parlant de l’album Sintineddi dont il a composé la musique, Natale Luciani dit : «(…) son titre est aussi celui d’une chanson de F. Lanfranchi, qui évoque ces menhirs dressés comme des sentinelles, gardant un monde aux racines profondes mais menacé. Cette chanson parle en fait de la Corse d’aujourd’hui et nous renvoie à ce souci qui a toujours été le nôtre d’alerter et de défendre ce qui fait notre identité. Ce disque allie le traditionnel et la création (…)». Sintineddi n'a pas cessé depuis d'être à l'affiche des concerts du groupe ou d'autres groupes et son succès perdure. En 2013, Florian Carli est sélectionné pour la saison 2 de The Voice par Florent Pagny avec Sintineddi. En 2015, à l'initiative de Patrick Fiori, Sintineddi est sélectionnée pour faire partie de l'album Corsu Mezu Mezu qui réunit 30 artistes corses et français lors de 16 duos en langue corse. Sintineddi y est chanté par Grand Corps Malade et le groupe corse A Filetta. Dès sa sortie l'album est n°1 des ventes et se vend à 300 000 exemplaires. En 2020, Pascale Ojeil, pour rendre hommage au peuple libanais frappé en août de cette année-là par une explosion sur le port de Beyrouth et engagée aux côtés de Jean-Charles Papi dans l'Association Cèdre Corse, exprime la souffrance de son peuple avec Sintineddi.
En 2006, Ceccè Lanfranchi fonde le groupe Novi avec Jean-Charles Papi de Canta u Populu Corsu, pour lequel il chante et écrit des chansons. Ils enregistrent deux albums et effectuent des tournées en Corse et à l'étranger, les albums étant produits par AGFB (I Muvrini), Novi est à l'affiche de plusieurs concerts des I Muvrini lors de leurs tournées en Corse et sur le continent. L'ambition de Novi est "d'utiliser le passé et la mémoire comme matière vivante et en devenir, et non pas comme une image figée de mythes obsolètes".
Consacrant une grande partie de son activité culturelle à l’écriture poétique, il écrit en parallèle des textes pour divers artistes corses : Diana di l’Alba, Anna Rocchi, Battista Acquaviva, Michel Cacciaguerra, Doria Ousset, Attallà ...
En 2010, il fonde le collectif Pumonti, aux côtés de Ceccè Ferrara et Thierry Courteaud. Avec ce groupe, il participe en 2019,en tant qu’auteur et chanteur, à la création collective du spectacle U Catinacciu di Sartè, construit en collaboration avec La Compagnia Del Santissimo Sacramento di Sartè et le Choeur de Sartène, qu’il intègre quelques mois plus tard pour retrouver Jean-Paul Poletti qui dirige Le Choeur de Sartène et avait co-fondé Canta u Populu Corsu.
En 2020, Le Journal de la Corse publie un grand article qui retrace sa carrière culturelle pluridisciplinaire et ses engagements.
En parallèle, il publie ses poèmes en langue corse dans des recueils collectifs comme Parulle d'Oghje, paru en 1990, Da l'immersu à l'eternu (1994), Musa d'un Populu (2017) et Brandali, (2021). ll collabore à la revue littéraire A Pian' d'Avretu, de l'association Embiu di Quinci (Sintineddi, 1991)ainsi qu'au journal Paese. En 2002, A via d'ochji (2001)sort aux Editions Albiana. En 2021, il publie Stracci di Mimoria, édité par le Parti des Oiseaux. 
Il est régulièrement invité dans des émissions de radio ou de télévision, ainsi que dans des festivals ou à l'Université de Corte pour parler de langue et poésie corses.

## Discographie
- In Cantu, avec Canta u Populu Corsu, Ricordu, 1993 (parolier).
- Sintineddi, avec Canta u Populu Corsu, Ricordu, 1995 (parolier).
- Memoria , avec Canta u Populu Corsu, Ricordu, 1998 (parolier).
- Rinvivisce, avec Canta u Populu Corsu, Ricordu, 2001(parolier).
- 30 anni - Giru (Live, 2 CD), avec Canta u Populu Corsu, Ricordu, 2003 (parolier).
- Bataclan (Live), avec Canta u Populu Corsu, Ricordu, 2005 (parolier et chanteur).
- Novi, avec Novi, AGFB (I Muvrini), 2007, (parolier et chanteur).
- U portaluci, avec Novi, AGFB (I Muvrini), 2007, (parolier et chanteur).

- U Catinacciu di Sartè, une Passion du Christ, illustrée par des créations de Jean-Louis Blaineau, Ceccè Ferrara, Ceccè Lanfranchi, Stéphane Paganelli et Jean-Paul Poletti, Ricordu, 2020 (parolier).
- D'un cantu à l'altru, avec Doria Ousset, Realità Prod, 2022 (Parolier, A Valchiria)